# Sarah Grace
Sarah Grace es una actriz australiana, más conocida por haber interpretado a Bridget Gross en la serie Winners & Losers.

## Biografía
En septiembre del 2010 se casó con el actor australiano Paul Moore, a quien conoció en Los Ángeles en el 2004.

## Carrera
En el 2003 apareció como invitada en la serie Neighbours donde interpretó a Tammy Jones.
En el 2005 apareció en la serie policíaca Blue Heelers donde interpretó a Estelle White, una joven que el oficial Matt Graham rescata de un acantilado.
En el 2011 se unió al elenco de la serie australiana Winners & Losers donde interpretó a Bridget Gross-Fitzgerald, hasta el final de la serie el 12 de septiembre de 2016.

## Filmografía

### Series de televisión
| Año         | Título           | Personaje          | Notas                                             |
| ----------- | ---------------- | ------------------ | ------------------------------------------------- |
| 2011 - 2016 | Winners & Losers | Bridget Fitzgerald | 94 episodios                                      |
| 2008        | Canal Road       | Jamie              | episodio # 1.4                                    |
| 2005        | Blue Heelers     | Estelle White      | 5 episodios                                       |
| 2003        | Neighbours       | Tammy Jones        | 2 episodios                                       |
| 1989        | Boon             | Crystal            | episodio "The Fall and Rise of the Bowman Empire" |

### Películas
| Año  | Título           | Personaje          | Notas                                                                   |
| ---- | ---------------- | ------------------ | ----------------------------------------------------------------------- |
| 2003 | Magnificent Deed | Mujer en el Parque | junto a David Churcher, David Lennie, Mario Christodoulou y Luke Robson |